# Bayume Mohamed Husen
Bayume Mohamed Husen, född som Mahjub bin Adam Mohamed den 22 februari 1904 i Dar es-Salaam i Tyska Östafrika (nuvarande Tanzania), död den 24 november 1944 i koncentrationslägret Sachsenhausen, var en afrikansk-tysk askari (soldat) och skådespelare. Husen var under första världskriget barnsoldat i Tyska Östafrikas Schutztruppe och kom 1929 till Berlin för att kräva in sin innestående soldatlön. Här bildade han familj och arbetade som servitör, språklektor och skådespelare, bland annat mot Hans Albers.
I augusti 1941 greps han av Gestapo på grund av sitt förhållande med en "arisk" kvinna, och sattes i september i koncentrationslägret Sachsenhausen, anklagad för Rassenschande (ung: 'rasskändning'). Han avled efter tre år i koncentrationslägret.

## Filmografi i urval
- 1934 – Die Reiter von Deutsch-Ostafrika
- 1937 – Zu neuen Ufern
- 1938 – Schüsse in Kabine 7
- 1938 – Fünf Millionen suchen einen Erben
- 1938 – Sergeant Berry
- 1939 – Männer müssen so sein
- 1940 – Stern von Rio
- 1941 – Pedro soll hängen
- 1941 – Carl Peters